# Sirtuin

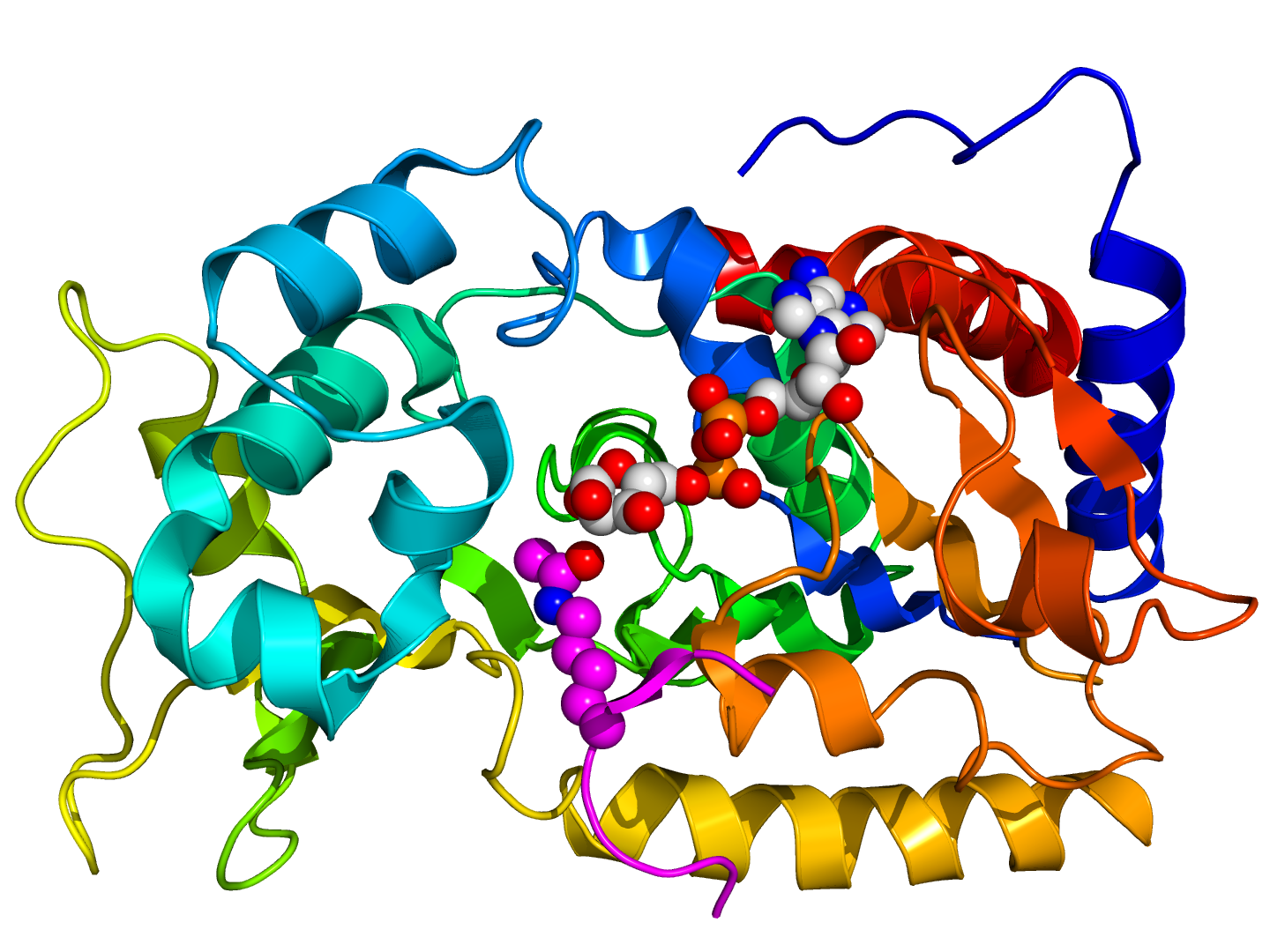
Krystalograficky určená struktura sirtuinu sir2 kvasinek

Sirtuiny (SIR či Sir2 proteiny) představují skupinu enzymů (ze skupiny NAD+-závislých deacetyláz), které odstraňují acetylové a další kyselinové zbytky z modifikované aminokyseliny lysin, a tím regulují široké spektrum buněčných pochodů, zejména souvisejících s buněčnou energetikou a homeostázou. Sirtuiny byly nalezeny téměř u všech skupin živých organismů, a to včetně některých virů. Savci mají 7 různých sirtuinů a tyto enzymy tak představují protějšek k Zn2+-závislým deacetylázám.
Sirtuiny se často angažují při snížení příjmu potravy, tzn. při takzvané kalorické restrikci. Za těchto stavů dochází k masivní deacetylaci proteinů v buňkách. Sirtuiny zřejmě takto pomáhají spouštět obrannou reakci proti stresové situaci vyvolané nedostatkem potravy. Některé studie ukazují, že sirtuiny se účastní kontroly délky života (myši s některými nefunkčními sirtuiny mají kratší život). Probíhá intenzivní hledání aktivátorů sirtuinů (zřejmě mezi ně patří např. resveratrol), jež by mohly mít pozitivní účinky na délku a kvalitu života.
V populárně-naučném rozhlasovém pořadu Leonardo Plus uvádí prof. Jaroslav Petr, že sirtuiny nás chrání před poškozením dědičné informace a že sirtuiny aktivuje resveratrol.